# Xian de Kang
Pour les articles homonymes, voir Kang.
Le xian de Kang (康县 ; pinyin : Kāng Xiàn) est un district administratif de la province du Gansu en Chine. Il est placé sous la juridiction de la ville-préfecture de Longnan.

## Démographie
La population du district était de 199 570 habitants en 1999.